# ТЭМ31
ТЭМ31 — тепловоз с электрической передачей маневровый, тип 31. Разработан ОАО «ВНИКТИ», выпускается предприятием АО «Желдорреммаш» (входит в Группу компаний «ЛокоТех») на Ярославском электровозоремонтном заводе (ЯЭРЗ).

## История внедрения
Работы по проекту ТЭМ31 начались в ОАО «ВНИКТИ» в 2009 году по заказу ОАО «РЖД». Производство планировалось развернуть в Астрахани, однако в ОАО «Желдорреммаш» было принято решение о переносе производства на ЯЭРЗ. Это было обусловлено тем, что в Ярославле располагается Инжиниринговый центр ОАО «Желдорреммаш».
Локомотив создавался как замена устаревших маневровых тепловозов малой мощности (семейств ТГК, ТГМ), а также более мощных маневровых локомотивов — для случаев, когда их мощность не используется в полной степени.
Опытный образец (ТЭМ31-001) был построен в 2009 году. В сентябре того же года этот локомотив был представлен на международном салоне Экспо 1520, проходившем на территории экспериментального кольца ВНИИЖТ.
Спустя два года после создания базовой версии, ОАО «Желдорреммаш» выкупило проект и вскоре приступила к его модернизации. Спроектирован и в 2013 году на ЯЭРЗ построен образец ТЭМ31М, получивший следующий за тремя ТЭМ31 порядковый номер (004). Презентация ТЭМ31М прошла в рамках международной промышленной выставки INNOPROM в Екатеринбурге (машину представляли ООО «Локомотивные технологии» и ОАО «Желдорреммаш»). В августе того же года построен и в сентябре представлен на выставке Экспо 1520 гибридный локомотив ТЭМ31Г-005.
25 декабря 2019 года Группа компаний «ЛокоТех» получила сертификат соответствия требованиям технического регламента Таможенного союза (ТРТС 001/2011), позволяющий в течение пяти лет изготовлять, поставлять и эксплуатировать тепловозы ТЭМ31М на путях общего пользования на территории стран Таможенного союза.
Данные по выпуску тепловозов серии ТЭМ31 по годам приведены в таблице:
| Год выпуска | Серия  | Количество тепловозов | Номера   |
| ----------- | ------ | --------------------- | -------- |
| 2009        | ТЭМ31  | 1                     | 001      |
| 2013        | ТЭМ31М | 1                     | 004      |
| 2013        | ТЭМ31Г | 1                     | 005      |
| 2014        | ТЭМ31М | 3                     | 006-008  |
| 2015        | ТЭМ31М | 2                     | 009, 010 |
| 2021        | ТЭМ31М | 6                     | 012-017  |
| 2022        | ТЭМ31М | 5                     | 019-023  |
| 2023        | ТЭМ31М | 1                     | 024      |

Даты постройки ТЭМ31-002, -003 и ТЭМ31М-011, -015 неизвестны.

## Общие сведения
Двухосный тепловоз предназначен для выполнения лёгких и средне-тяжёлых маневровых и выездных работ в депо, на железнодорожных путях общего пользования и на подъездных путях промышленных предприятий с шириной колеи 1520 мм.

### Технические характеристики
Основные параметры тепловоза базового исполнения:
- масса — 46 т[1][8];
- размеры:[8]
  - габарит по ГОСТ 9238 — 02-ВМ;
  - длина по осям автосцепок — 11 000 мм;
  - ширина — 3000 мм;
  - высота — 4373 мм;
  - полная колёсная база — 6000 мм;
- осевая формула — 20[1][к 1];
- нагрузка на ось — 23 тс[1][8];
- полная мощность по дизелю — 440 кВт[1] (600 л.с.)[9];
- сила тяги:[9]
  - при трогании с места — 107,8 кН (10,9 тс);
  - длительного режима — 102,0 кН (10,4 тс);
- скорость:
  - конструкционная — 80 км/ч[1];
  - движения по площадке (с составом массой 1000 т) — 50 км/ч[1];
  - минимальная (длительного режима) — 13 км/ч[8];
- запас топлива — 2600 л[1] (2950 кг)[8];
- запас песка — 400 кг[9];
- минимальный радиус проходимых кривых — 50 м[8].

## Конструкция

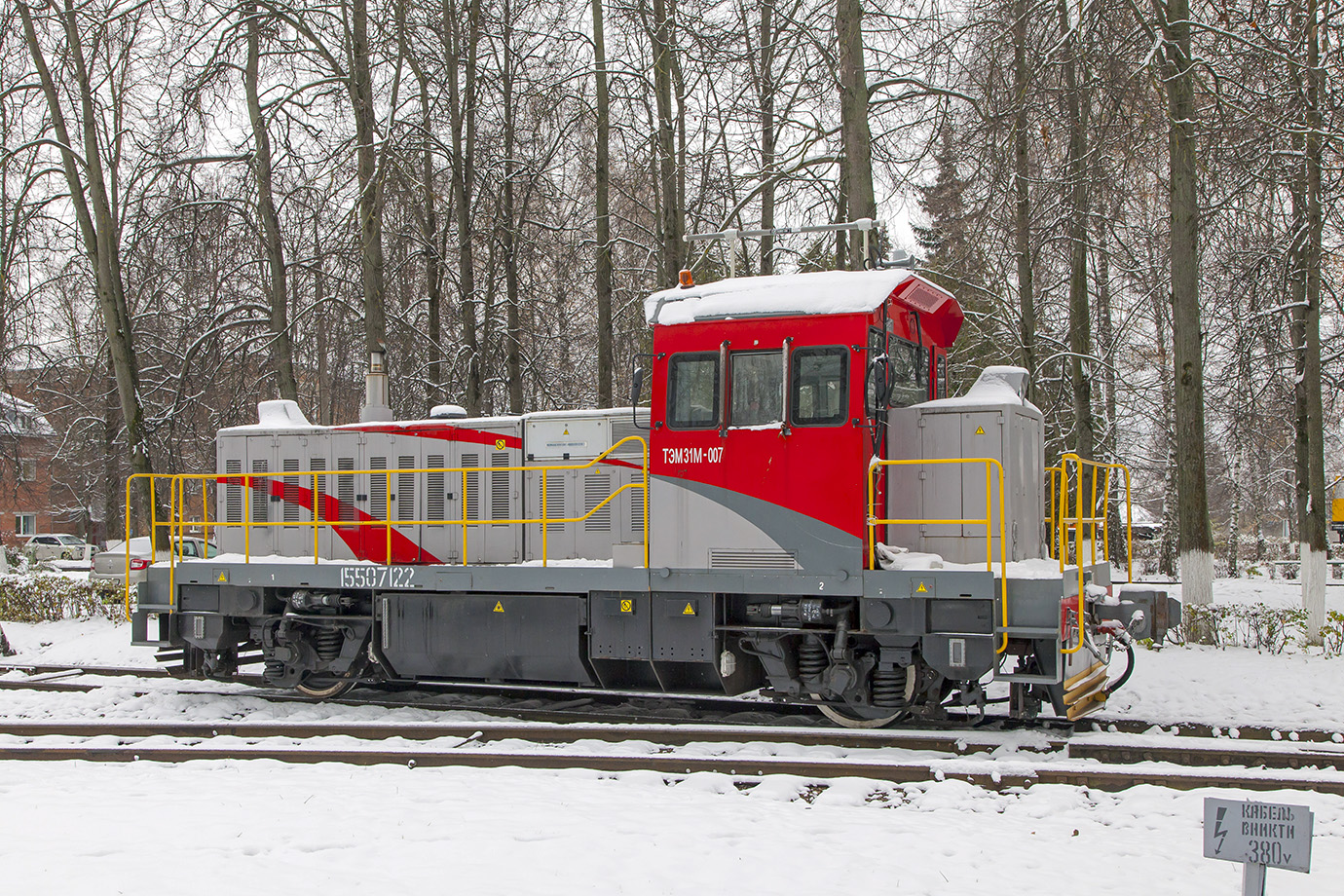
Тепловоз ТЭМ31М-007 со смещённой кабиной машиниста, вид сбоку

Тепловоз выполнен односекционным, двухосным, капотного типа, с башенной кабиной машиниста. Кабина у ТЭМ31 расположена в центральной части кузова между двумя аналогичными по длине капотами. У модификаций ТЭМ31М и ТЭМ31Г кабина смещена ближе к одному из торцов.
На тепловозе применена электрическая передача мощности от дизельного двигателя к колёсным парам, переменно-постоянного тока. Это означает, что переменное напряжение от генератора преобразовывается в постоянное для питания тяговых электродвигателей (ТЭД) постоянного тока. Управление ТЭД осуществляется с помощью регуляторов на IGBT-транзисторах. Охлаждение ТЭД производится вентилятором с системой линейного регулирования расхода охлаждающего воздуха.
Локомотивный тормоз имеет микропроцессорное управление. Дополнительно тепловоз снабжён автоматическим стояночным тормозом с электрическим приводом. Для получения сжатого воздуха применён винтовой компрессор с системой плавного пуска.
Локомотив оснащён несколькими цифровыми системами, а именно:
- локальная сеть управления открытой архитектуры (включающая более десяти микропроцессорных устройств), которая объединяет все системы управления тепловозом, в том числе тягой и торможением, позволяющая осуществлять дистанционное управление тепловозом с помощью радиоканала, а также системы GPRS и Wi-Fi;
- центральное микропроцессорное устройство управления тепловозом типа БУЛ разработки ОАО «ВНИКТИ»;
- интеллектуальные пульты управления (основной и дополнительный) с собственными микропроцессорными устройствами;
- система удалённого контроля, сбора и хранения информации;
- дисплейный модуль российского производства.

## Модификации и модернизации

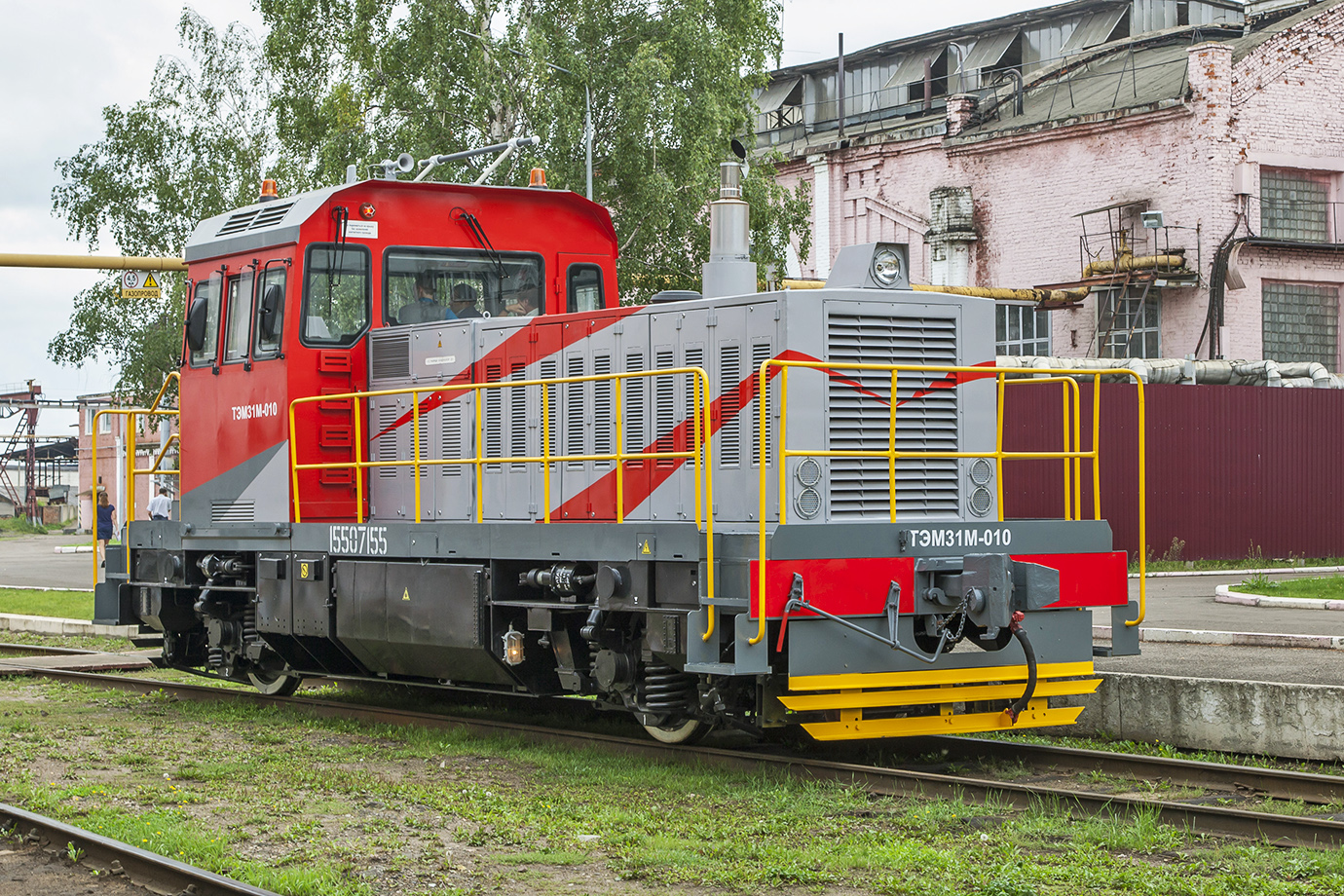
Тепловоз ТЭМ31М-010 со стороны большого капота

### ТЭМ31М
Базовая версия ТЭМ31 была выпущена в трёх экземплярах (номера от 001 до 003), после чего ЯЭРЗ перешёл к выпуску модернизированного варианта, получившего обозначение ТЭМ31М.
Основные отличия от базовой версии:
- кабина перенесена от центра корпуса к его краю[10];
- применён дизельный двигатель мощностью 470 кВт[10];
- внедрены асинхронные ТЭД[10];
- внедрена система автоматического управления скоростью по изначально заданным параметрам[3].

По сведениям на начало 2020 года было выпущено семь локомотивов ТЭМ31М (номера 004 и от 006 до 011).

### ТЭМ31Г
Тепловоз с гибридной силовой установкой на базе ТЭМ31М.
Опытный образец этой версии построен в августе 2013 года (ТЭМ31Г-005). Принимал участие в выставке Экспо 1520 в сентябре 2013 года. Сведений о постройке других образцов на начало 2020 года нет.

## Локомотив-концепт

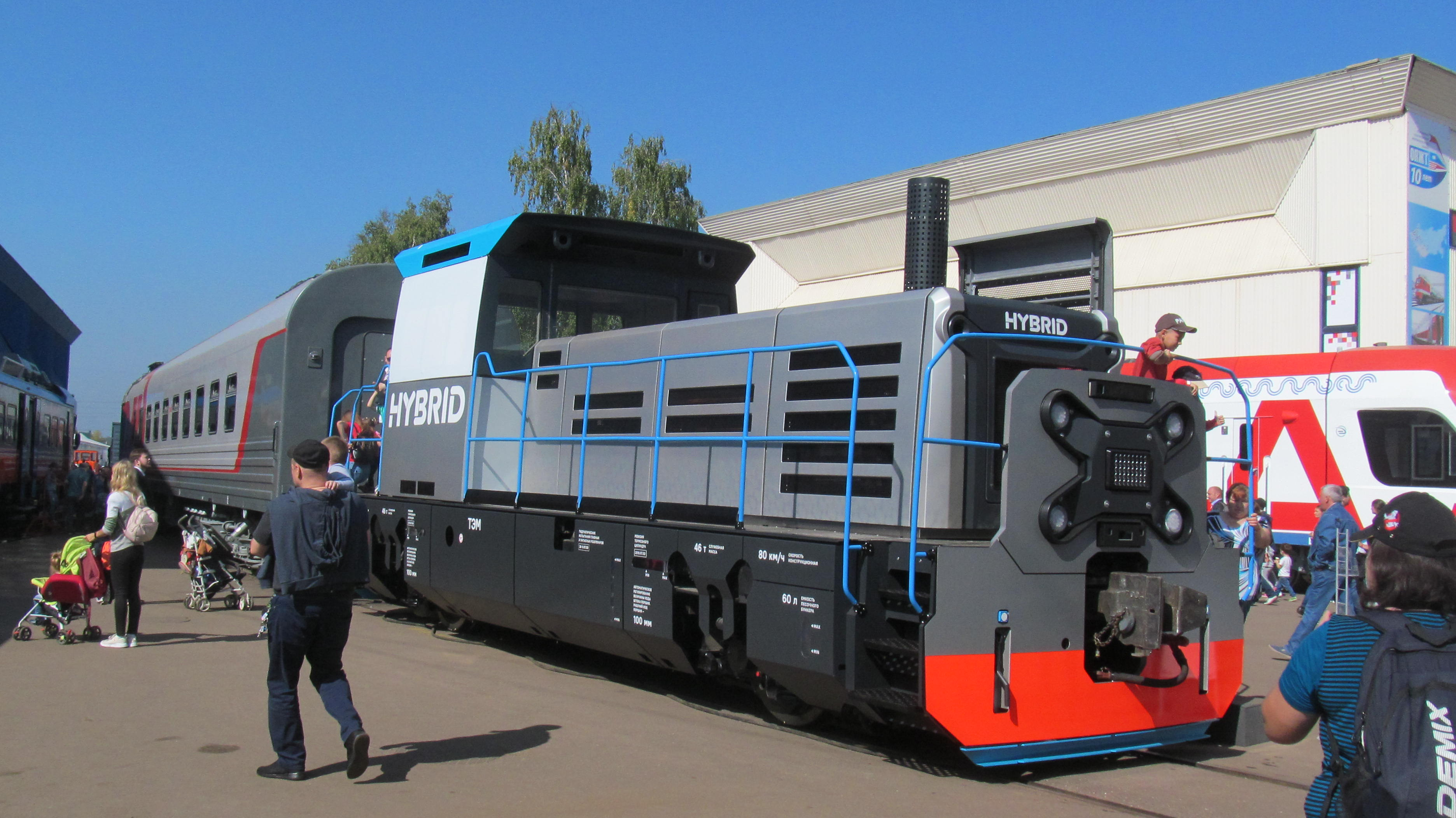
Локомотив-концепт ТЭМ5X, он же ТЭМ31Г «HYBRID», на выставке PRO//Движение.Экспо

В августе 2019 года на выставке PRO//Движение.Экспо был представлен локомотив-концепт ТЭМ5X (читать тэм-пять-икс), с гибридной силовой установкой. На этот раз презентация проводилась АО «Трансмашхолдинг», на некоторых штендерах упомянутый снова как ТЭМ31Г «HYBRID».
Представляет собой двухосный гибридный тепловоз для маневрово-вывозных работ на предприятиях и комплексах вокзального типа, в том числе закрытых, а также для обслуживания промышленной инфраструктуры.
В этом проекте решено использовать аккумуляторы меньшей ёмкости и менее мощный, по сравнению с магистральными тепловозами, дизельный двигатель.
Локомотив снабжён дизель-генераторной установкой с высокооборотным двигателем мощностью всего 200 кВт. За счёт быстрозаряжаемой литий-ионной батареи, мощность которой в определенный момент сможет дополнять мощность дизельного двигателя, можно получить необходимые тяговые характеристики при более высоком уровне экологичности. Обслуживание такой техники многими предприятиями уже освоено на уровне автомобильного парка. Наличие бортовых аккумуляторных батарей должно позволить экономить значительные ресурсы на жизненном цикле машины. По предварительным оценкам, ТЭМ5Х позволит сократить эксплуатационный расход топлива на 30% по сравнению с тепловозами с большим количеством осей.
Эта машина, за счёт быстрой замены соответствующих модулей, помимо гибридного локомотива может стать аккумуляторным электровозом или двухдизельным тепловозом. Модульная схема позволяет не только изменять конфигурацию локомотива, но и при необходимости оперативно менять неисправный модуль.
Локомотив планируется запустить в серию в 2021 году.

## Эксплуатация

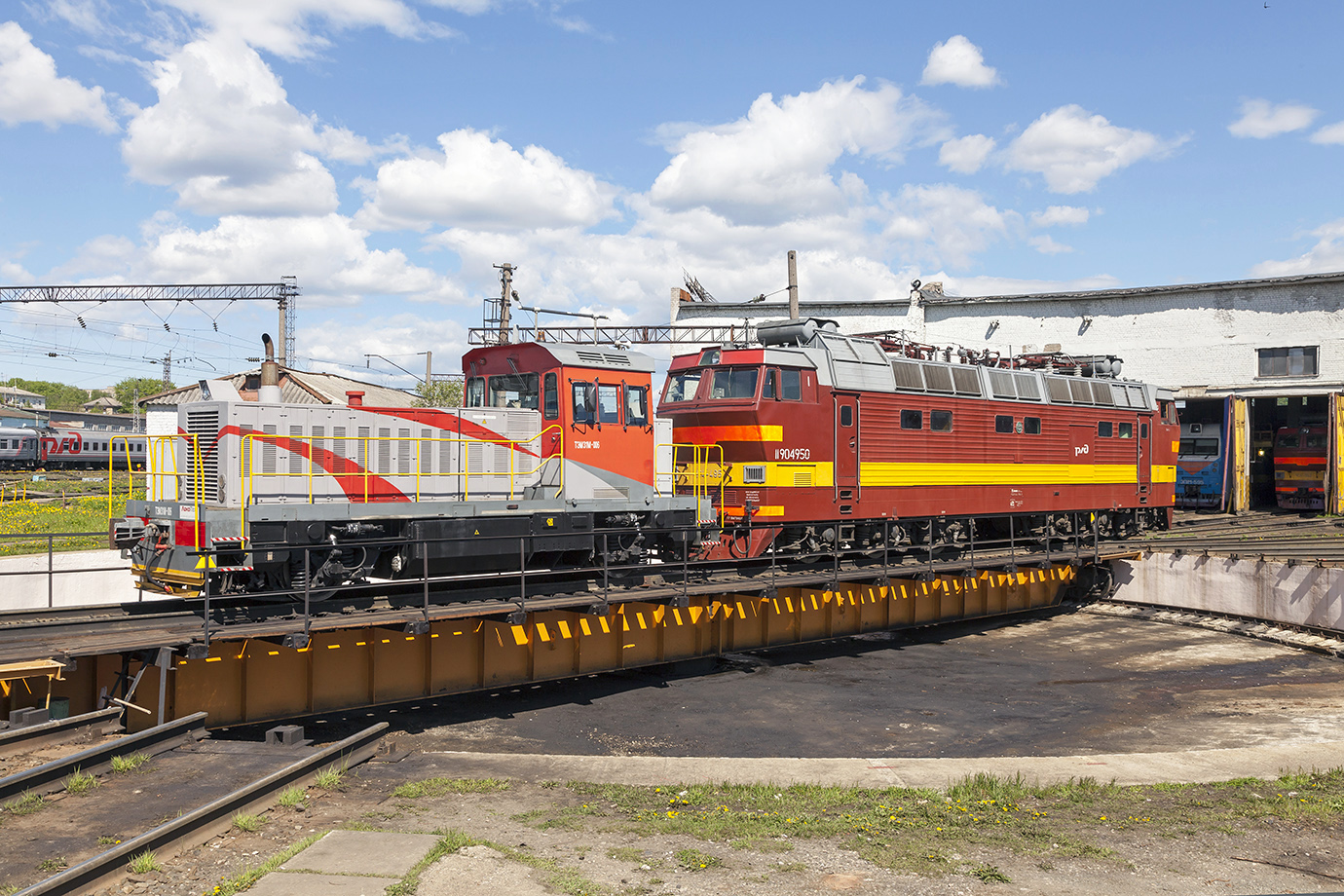
Тепловоз ТЭМ31М-006 на манёврах с электровозом ЧС4^{Т}-495 в депо Киров. Малая длина позволяет поворачивать на круге оба локомотива

Опытный образец ТЭМ31-001 после презентации был передан в депо им. Ильича в Москве. Далее эксплуатировался в ТЧ-40 Дирекции скоростного сообщения (Металлострой), затем в Южной дирекции скоростного сообщения (моторвагонное депо Адлер), с дальнейшими переводами туда и обратно. В 2017 году приписан к депо Краснодар (ТЧЭ-12 Северо-Кавказской железной дороги).
Остальные машины ТЭМ31 (002 и 003) стали использоваться на самом ЯЭРЗ, по состоянию на начало 2020 года эксплуатация продолжается там же.
В 2015 году началась эксплуатация новой версии тепловоза: 3 марта в депо Краснодар (ТЧЭ-12 Северо-Кавказской железной дороги) поступил ТЭМ31М-006. В том же году ТЭМ31М-007 поступил в депо Москва-Сортировочная-Рязанская (ТЧЭ-6 Московской железной дороги). Позже обе машины перевели в другие филиалы РЖД. В апреле 2017 года ТЭМ31М-006 передан в депо Киров (ТЧЭ-8 Горьковской железной дороги). В декабре 2019 года ТЭМ31М-007 передан в депо Саратов-Пассажирское (ТЧЭ-11 Приволжской железной дороги).
ТЭМ31М-004 стал использоваться на ЯЭРЗ. ТЭМ31М-008 передан в лизинг на Юго-Восточную железную дорогу. В январе 2020 года два локомотива поступили на Октябрьскую железную дорогу: ТЭМ31М-009 поступил в депо Санкт-Петербург-Варшавский (ТЧЭ-14), а ТЭМ31М-010 — в депо Санкт-Петербург-Пассажирский-Московский (ТЧЭ-8). В этих депо обязательным условием была малая длина локомотива, что позволяет проводить маневровые работы на поворотном круге с размещением на нём одновременно ТЭМ31М и секции транспортируемого локомотива.
Последняя на начало 2020 года машина ТЭМ31М-011 отправлена в депо Кавказская (ТЧЭ-8 Северо-Кавказской железной дороги). Данных по вводу в эксплуатацию экспериментального ТЭМ31Г-005 по состоянию январь 2020 года не обнаружено.

### Комментарии
1. ↑  На официальном сайте ЯЭРЗ приведена осевая формула в устаревшем формате (0-20−0).